# Пьянков, Владимир Иванович
Владимир Иванович Пьянков (31 марта 1954, Первоуральск — 31 января 2002, Германия) — русский ботаник и фитофизиолог.

## Биография
В 1976 г. окончил биологический факультет Уральского университета.
Доктор биологических наук, профессор Уральского университета, заведующий кафедрой физиологии растений с 1994 года.
Внёс значительный вклад в экологическую физиологию растений, исследование структуры фотосинтетического аппарата и эволюции путей фотосинтетического метаболизма углерода. Исследователь процесса С4-фотосинтеза.
Похоронен на Нижнеисетском кладбище Екатеринбурга.

## Память
В память В. И. Пьянкова в 2007 году назван род растений Пьянковия (Pyankovia Akhani & E.H.Roalson), относящийся к подсемейству Salsoloideae, исследованием которого занимался учёный.